# Seychelles International Safari Air
Seychelles International Safari Air (im Markenauftritt verkürzt Seychelles International, daher gelegentlich auch als Seychelles International Airways bezeichnet) war eine seychellische Charterfluggesellschaft mit Geschäftssitz in Victoria und operativer Basis auf dem Flughafen Basel-Mülhausen in der Schweiz. Das Tochterunternehmen des Schweizer Reiseveranstalters African Safari Club hat seinen Flugbetrieb im Sommer 1986 eingestellt.

## Geschichte
Nach der Verstaatlichung der meisten Hotelbetriebe im Inselstaat und infolge einer Rezession in Westeuropa, brachen die Urlaubsbuchungen auf den Seychellen mit Beginn der 1980er-Jahre stark ein. Wegen des Passagierrückganges gab Lufthansa im Herbst 1982 das Ende ihrer Linienflüge von Frankfurt nach Mahé zum 1. April 1983 bekannt. Gleichzeitig kündigte auch British Airways die Einstellung ihrer Flüge von London über Zürich zu den Seychellen an. Die nationale Tourismusbehörde (NTA) sah die Gefahr, dass das Land vom Fernreiseverkehr abgeschnitten werden könnte und suchte nach Möglichkeiten, die Erreichbarkeit der Inseln zu sichern. Die staatliche Fluggesellschaft Air Seychelles konnte diese Aufgabe nicht erfüllen, weil sie zu dieser Zeit nur Inlandsflüge durchführte. Kenya Airways bot zwar an, neue Linienverbindungen von Europa über Nairobi nach Mahé einzurichten, allerdings würden diese den Wegfall der Direktflüge nicht kompensieren können.
Betroffen vom Ende der Linienflüge war auch der Reiseveranstalter African Safari Club, der damals sein Angebot ausweiten und die Seychellen in sein Programm aufnehmen wollte. Das Schweizer Unternehmen, dem unter anderem auch die kenianische African Safari Airways (ASA) gehörte, strebte daher in Zusammenarbeit mit der seychellischen Regierung den Aufbau einer neuen Fluggesellschaft im Inselstaat an. Hieraus ging die Seychelles International Safari Air (SISA) hervor, die ihren Betrieb am 2. November 1982 mit einer Douglas DC-8-53 (Kennzeichen: S7-SIA) aufnahm. Das Flugzeug war zuvor von der kenianischen ASA genutzt worden. Anfänglich führte die Gesellschaft zwei wöchentliche Charterflüge von Basel und Köln/Bonn nach Mahé durch. 
Im Dezember 1983 erwarb SISA eine Douglas DC-8-63 (S7-SIS) von KLM, welche die erste Maschine ersetzte. Mit diesem Flugzeug flog sie ab Anfang 1984 auch Frankfurt und München an.
Parallel dazu hatte das Staatsunternehmen Air Seychelles am 26. Oktober 1983 seinen internationalen Flugbetrieb auf der Strecke von Mahé über Frankfurt nach London-Gatwick in Kooperation mit British Caledonian Airways aufgenommen. Das Sitzplatzangebot auf diesen Flügen wurden anfangs vom African Safri Club und der seychellischen Tourismusbehörde gemeinsam vermarktet. Nachdem Air Seychelles im Oktober 1985 langfristig einen Airbus A300 geleast hatte, erhöhte sie ihre Flugfrequenzen nach Frankfurt und flog zudem auch Zürich an. Hieraus entstand eine Konkurrenzsituation zwischen den zwei seychellischen Gesellschaften, weil der Bedarf auf dem Schweizer und dem deutschen Reisemarkt insgesamt zu gering war, um die Flüge beider Unternehmen auszulasten. Im Frühjahr 1986 wurden weitere touristische Betriebe auf den Seychellen verstaatlicht, wovon auch die Unternehmen des African Safri Club betroffen waren. SISA stellte daraufhin im Juli 1986 den Flugbetrieb ein. Die DC-8-63 wurde im Anschluss vom kenianischen Schwesterunternehmen ASA weiter genutzt.

## Flotte
- Douglas DC-8-53 (betrieben von November 1982 bis Dezember 1983)
- Douglas DC-8-63 (betrieben von Dezember 1983 bis Juli 1986)[14]